# Horace Browns diskografi
Detta är en heltäckande lista över officiella skivsläpp av den amerikanska R&B-sångaren Horace Brown. Sedan sin debut år 1994 har sångaren spelat in två studioalbum, Taste Your Love (outgivet) och Horace Brown samt släppt sex musiksinglar som soloartist under skivbolagen Uptown Records och Motown Records.
År 1991 upptäcktes Brown av musikern DeVante Swing som hörde och fattade tycke för en av Browns egenkomponerade demo-låtar. Horace Brown fick sjunga bakgrundssång på Christopher Williams' singel "All I See" som släpptes 1992. Andre Harrell, dåvarande vice-VD för Uptown Records, erbjöd Brown ett skivkontrakt med bolaget. Den första singeln från Horace Browns debutalbum blev "Taste Your Love", som gavs ut år 1994. R&B-låten skapade kontrovers på grund av dess paralleller till oralsex och bannades från många amerikanska radiostationer. "Taste Your Love" misslyckades att ta sig till några högre placeringar på topplistorna varpå Browns färdig-inspelade debutalbum förblev outgivet.
Två år senare när Harrell flyttade till Motown Records beslutade han att ta Brown med sig. En ny ledande singel, "One For the Money", gavs ut från sångarens flera år försenade debutskiva. Låten gjorde avsevärt bättre ifrån sig än sin föregångare och tog sig till en 14:e plats på USA:s R&B-lista Hot R&B/Hip-Hop Songs och tog sig även in på listor i Sverige (48:e plats) och Nya Zeeland (8:e plats). Sångarens omarbetade debutalbum släpptes under titeln Horace Brown, och gavs slutligen ut den 18 juni 1996. Skivan tog sig till en 18:e plats på USA:s Top R&B/Hip-Hop Albums och till en 145:e plats på Billboard 200. Skivan framhävde ytterligare två singelreleaser varav "Things We Do For Love" nådde en 40:e plats i USA.

## Album

### Studioalbum
| År   | Titel                                                                              | Listpositioner | Listpositioner | Listpositioner | Försäljning (Internationellt) |  |
| År   | Titel                                                                              | USA            | USA (R&B)      | UK             | Försäljning (Internationellt) |  |
| ---- | ---------------------------------------------------------------------------------- | -------------- | -------------- | -------------- | ----------------------------- |  |
| 1994 | Horace Brown - 1:a studioalbumet - Släppt: 18 juni, 1996 - Format: LP, Kassett, CD | 145            | 18             | 48             | Uppgift saknas                |  |

## Singlar
| År   | Titel                               | Album           | Listpositioner | Listpositioner | Listpositioner | Listpositioner | Listpositioner |
| År   | Titel                               | Album           | USA            | USA (R&B)      | UK             | NZ             | SVE            |
| ---- | ----------------------------------- | --------------- | -------------- | -------------- | -------------- | -------------- | -------------- |
| 1994 | "Taste Your Love"                   | Taste Your Love | —              | 38             | 57             | —              | —              |
| 1996 | "One for the Money"                 | Horace Brown    | 69             | 14             | 12             | 8              | 48             |
| 1996 | "Things We Do For Love"             | Horace Brown    | 95             | 40             | 27             | —              | —              |
| 1996 | "I Wan't You Baby"                  | Horace Brown    | —              | —              | —              | —              | —              |
| 1996 | "How Can We Stop" (Med Faith Evans) | Horace Brown    | —              | 77             | —              | —              | —              |
|      |                                     |                 | USA            | USA (R&B)      | UK             | NZ             | SVE            |
|      |                                     | Listettor       | —              | —              | —              | —              | —              |
|      |                                     | Topp 10 hits    | —              | —              | —              | 1              | —              |